# Лас-Пальмас Атлетико
«Лас-Пальмас Атлетико» (исп. Las Palmas Atlético) — испанский футбольный клуб, базирующийся в Лас-Пальмасе, резервная команда клуба «Лас-Пальмас». Клуб основан в 1941 году, под именем «Унион Атлетика». Гостей принимает на арене «Анексо», вмещающей 500 зрителей. Клуб никогда не поднимался в испанскую «Примеру» и «Сегунду» лучшим достижением «Лас-Пальмас Атлетико» в чемпионате Испании стало 9-е место в «Сегунде Б» в сезоне 1979/80.

## Сезоны по дивизионам
- Сегунда Б — 10 сезонов.
- Терсера — 32 сезона.
- Региональная лига — 36 сезонов.

## Достижения
- Победитель Терсеры (9): 1978/79, 1982/83, 1989/90, 1991/92, 1998/99, 1999/00, 2006/07, 2012/13, 2016/17.

## Прежние названия
- Унион Атлетика — 1941—1959.
- Лас-Пальмас Афисионадо — 1959—1977.
- Лас-Пальмас Атлетико — 1977—1991.
- Лас-Пальмас Б — 1991—2008
- Лас-Пальмас Атлетико — 2008-н.в..